# Geschvorner
Geschvorner eller geschworner (av tyska: schwören, svärja, gå ed) var i Sverige till 1855 en bergsstatstjänsteman som hade att tillse att gruvarbetet bedrevs på rätt bergsmansvis. Denne var bergmästarens i ett bergslag närmaste man och ställföreträdare. Även i Norge var geschworner titel på en tjänsteman, vilken hade till uppgift att på det allmännas vägnar vaka över att de för bergshanteringen gällande lagarna och bestämmelserna följdes. Under åren 1637-1857 utövades tillsyn över bergmästaredömena i Sverige av Bergskollegium. Vid Sala silverbergslag kallades befattningen gruvingenjör från 1855. Vid Stora kopparbergs bergslag kallades befattningen bergmästare från 1762.